# Левадне (Краматорський район)
Лева́дне — село Олександрівської селищної громади Краматорського району Донецької області, Україна. У селі мешкає 265 людей.